# Rhamphomyia modesta
Rhamphomyia modesta är en tvåvingeart som beskrevs av Johan August Wahlberg 1844. Rhamphomyia modesta ingår i släktet Rhamphomyia och familjen dansflugor. Arten är reproducerande i Sverige. Inga underarter finns listade i Catalogue of Life.